# Rondeletia nemoralis
Rondeletia nemoralis är en måreväxtart som beskrevs av George Richardson Proctor. Rondeletia nemoralis ingår i släktet Rondeletia och familjen måreväxter. Inga underarter finns listade i Catalogue of Life.